# بستی مالانا
بستی مالانا (به انگلیسی: Basti Malana) یک منطقهٔ مسکونی در پاکستان است که در ناحیه دیره غازی خان واقع شده‌است. بستی مالانا ۱۰۶ متر بالاتر از سطح دریا واقع شده‌است.